# The Godfather Part III
The Godfather: Part III in een Amerikaanse misdaadfilm uit 1990 en is de derde Godfather-film.
De film maakt het verhaal van Michael Corleone, een gangsterbaas die probeert om zijn misdaadrijk te legitimeren, af. Het verhaal bevat ook een fictieve verklaring voor de mysterieuze dood van Paus Johannes Paulus I in 1978 en gaat in op het waargebeurde bankschandaal Banco Ambrosiano, dat speelde in 1981 en 1982. Deze twee gebeurtenissen worden met elkaar en met Michael Corleone in verband gebracht.
Het verhaal is geschreven door Mario Puzo en Francis Ford Coppola en geregisseerd door Coppola.

## Verhaal
De film begint in 1979. Michael Corleone is bijna zestig en kampt met een enorm schuldgevoel dat veroorzaakt is door zijn meedogenloze manier van handelen in de afgelopen decennia. Dit gevoel is vooral aangewakkerd door zijn opdracht tot moord op zijn broer Fredo. Hoewel zijn handelwijze hem grote rijkdom heeft opgeleverd, zijn nu de gedachten aan zijn kinderen, hun toekomst en geluk en hetgeen hij achter zal laten zijn grote motieven in het leven. Zijn geadopteerde broer Tom Hagen is inmiddels overleden en de vestigingsplaats van de familie Corleone aan Lake Tahoe is verlaten. Michael en Kay zijn gescheiden in 1959 en Michael heeft Kay het gezag over zijn kinderen Anthony en Mary gegeven. Inmiddels is Michael teruggekeerd naar New York, waar hij zijn macht en welvaart gebruikt om zijn waardigheid en reputatie te herstellen door middel van het steunen van goede doelen.
Het gewelddadige aspect van de familie Corleone is grotendeels afgesloten. De film romantiseert de levensstijl van gangsters niet meer. In een poging om het verleden achter zich te laten, richt hij een goed doel op. Dit is de Vito Corleone Stichting, genoemd naar zijn vader. In de Saint Patrick's Cathedral wordt Michael onderscheiden voor deze bewezen diensten.
Bij het feest dat naar aanleiding hiervan wordt gegeven, ontmoeten Michael en Kay elkaar na lange tijd weer. Het is niet erg gezellig tussen hen. Anthony vertelt dat hij stopt met zijn rechtenstudie om vervolgens een carrière als operazanger na te streven. Kay steunt haar zoon hierin, maar Michael is het er niet mee eens. Hij heeft liever dat hij zijn rechtenstudie afmaakt of dat hij zich aansluit bij de operaties van de familie. Anthony bedankt voor beide en geeft aan dat hij niets met de zaken van de familie te maken wil hebben. Dit is precies de houding die Michael bij zijn eigen vader had. Uiteindelijk stemt Michael ermee in dat zijn zoon voor een zangcarrière kiest.
Ondertussen duikt Vincent Mancini op het feest op. Vincent is de onwettige zoon van Michaels broer Sonny en Lucy Mancini. Hij leeft in onmin met Joey Zasa. Het criminele rijk dat ooit gerund werd door de familie Corleone - ooit de machtigste maffiafamilie van het land - is in Zasa's handen gekomen. Joey Zasa heeft echter van de oude buurt in Little Italy een zootje gemaakt. In Michaels studeerkamer vertellen Vincent en Zasa hem over hun meningsverschil. Het wordt een pittige discussie, waarin Vincent Joey Zasa er van beschuldigt dat hij achter Michaels rug om vervelende opmerkingen maakt. Michael maakt duidelijk dat hij geen gangster is en wat voor ruzie Vincent en Joey Zasa ook hebben, zijn zaak niet is. Er wordt hun verzocht zich met elkaar te verzoenen, maar bij de omhelzing beledigt Zasa Vincent, hij noemt hem een bastaard. Vol woede bijt Vincent een stuk van Zasa's oor af. Zasa wordt naar buiten gebracht en Michael wijst Vincent terecht omdat hij zich zo laat gaan, maar is ook onder de indruk van Vincents loyaliteit om hem te beschermen en ze komen overeen dat Michael hem onder zijn hoede zal nemen. Het feest eindigt met een familiefoto, waarbij Michael aan Vincent vraagt om zich bij de familie te voegen.
Die nacht breken twee mannen in in het huis van Vincent, nadat hij de nacht heeft doorgebracht met een journaliste. Vincent vermoordt een van de twee meteen en vraagt de andere wie hen gestuurd heeft. Nadat de inbreker heeft toegegeven dat Joey Zasa erachter zit, vermoordt hij de tweede inbreker ook. Als Michael te horen krijgt van deze afslachting, wijst hij Vincent wederom terecht voor zijn overhaast genomen acties. Hij vertelt hem dat hij ze had kunnen laten leven, omdat de inbrekers enkel messen hadden en Vincent een pistool. Ondertussen probeert Michael het Vaticaanse aandeel in Immobiliare te kopen, een internationale holding van onroerendgoedondernemingen. Michael onderhandelt met Aartsbisschop Gilday van de Vaticaanse Bank over een transactie van $ 600.000.000. Gilday heeft de Heilige Stoel in enorme schulden gestoken door zijn mismanagement en corrupte deals. Als Michael in Vaticaanstad is, komt hij erachter dat verschillende invloedrijke partijen veel bezwaar hebben tegen de deal. Hiervoor hebben ze verschillende redenen, vooral Michaels criminele verleden.
Don Altobello, een oudere maffiabaas uit New York en een oude vriend van de Corleones (en ook de peetvader van Connie), vertelt Michael dat zijn voormalige zakenpartners van de commissie ook deel willen uitmaken van de Immobiliare-deal. Daarom wordt er een vergadering geregeld in een hotel in Atlantic City en Michael heeft voor ieder van zijn oude partners een dikke afkoopsom. Joey Zasa is ook bij deze vergadering, maar hij krijgt niets. Woedend als Zasa is, verklaart hij dat Michael zijn vijand is en stormt naar buiten. Altobello gaat achter hem aan, in een poging om Zasa te kalmeren. Enkele minuten later verschijnt een helikopter aan het glazen plafond en onmiddellijk wordt er hevig gevuurd met machinegeweren. Bijna alle maffiabazen worden gedood, maar Michael, Vincent en Al Neri (Michaels persoonlijke lijfwacht) ontsnappen. Als Michael terug in zijn appartement in New York is, wordt hem verteld dat de overige maffiabazen die ontsnapt zijn, deals hebben gesloten met Joey Zasa. Michael komt dan tot de conclusie dat Altobello de persoon was die Zasa gesteund heeft bij de uitvoering van de aanslag. Als hij zich afvraagt hoe hij antwoord zal geven op deze situatie, krijgt hij een beroerte - veroorzaakt door diabetes - en wordt hij afgevoerd naar het ziekenhuis. Nog half wakker schreeuwt hij Fredo z'n naam uit, voordat hij in een ambulance wordt geladen.
Hoewel ze neef en nicht zijn, beginnen Vincent en Mary een relatie. Vincent beraamt - zonder weten van Michael, deze ligt in een coma - een aanslag op Joey Zasa. Connie en Al Neri dringen daar bij hem op aan. Tijdens een feest in de straten van Little Italy vermoorden Vincents handlangers de persoonlijke lijfwachten van Joey Zasa, en Vincent - vermomd als politieman te paard - maakt een einde aan Zasa's leven. Zodra Michael hierachter komt, wordt hij ontzettend kwaad. Michael staat er ook op dat Vincent een einde maakt aan de relatie met Mary, omdat door Vincents betrokkenheid in de familie Mary's leven in gevaar komt. Vincent stemt hierin toe.
De familie gaat op vakantie naar Sicilië in maart 1980, in de voorbereiding van het operadebuut van Anthony in Palermo. Michael zegt Vincent af te spreken met Altobello en te doen alsof hij de familie Corleone wil verlaten. Altobello steunt het idee dat Vincent zich bij het andere kamp wil aansluiten en stelt hem voor aan Don Licio Lucchesi, de man die de aankoop van een deel van de Immobiliare door de familie Corleone blokkeerde. Michael realiseert zich dat de Immobiliare-deal een samenzwering was van Lucchesi, aartsbisschop Gilday en de accountant van de  Romeinse Curie Frederick Keinszig om hem van zijn geld te beroven. Michael bezoekt kardinaal Lamberto, die favoriet is om de volgende Paus te worden, om met hem te praten over de Immobiliare-deal. Lamberto overtuigt Michael om zijn eerste biecht in bijna dertig jaar bij hem af te leggen en waarin Michael met tranen de liquidatie-opdracht op zijn eigen broer Fredo toegeeft.
Tijdens een rondrit met Kay - die er ook is om Anthony's debuut mee te maken - op Sicilië vraagt Michael haar hem te vergeven. Als ze beide toegeven dat ze nog steeds veel voor elkaar voelen, krijgt Michael het bericht binnen dat Don Tommasino - zijn Siciliaanse vriend en bondgenoot van de familie Corleone - geliquideerd is, iets wat aangeeft dat een nieuwe ronde van geweld op komst is. Kardinaal Lamberto wordt tot Paus Johannes Paulus I gekozen, wat betekent dat er grote kans is dat de Immobiliare-deal wordt afgerond, aangaande zijn intentie om het Vaticaan schoon te maken van dubieuze deals. De bedoelingen van de nieuwe Paus zijn een behoorlijk knelpunt voor de tegenstanders van de deal. Vincent vertelt Michael dat hij van Altobello gehoord heeft dat Lucchesi achter het complot tegen de Immobiliare-deal zit en een huurmoordenaar, Mosca da Montelepre (de man die Tommasino vermoord heeft), door Altobello is ingehuurd om ook Michael te vermoorden. Vincent wil terugslaan, maar Michael zegt dat hij voorzichtig moet zijn, door hem te zeggen dat als hij door zou gaan met een dergelijk plan, er dan geen weg meer terug is. Vincent zinspeelt op wraak en Michael trekt zich terug. Hij maakt Vincent de nieuwe Don van de familie Corleone. Michael vertelt Vincent dat hij zich vanaf nu Vincent Corleone mag noemen. In ruil voor deze benoeming stemt Vincent in om eindelijk een punt achter de relatie met Mary te zetten, tot groot verdriet van Mary.
De familie reist naar Palermo om Anthony te zien optreden in de Cavalleria Rusticana in het Teatro Massimo. Ondertussen bedenkt Vincent plannen om wraak te zoeken tegen de vijanden van de familie Corleone. Tussen de scènes  van de opera door vinden de brute moorden op de vijanden van de familie plaats:
- Frederick Keinszig wordt vermoord door de mannen van Vincent. Ze laten hem stikken met een kussen en ze hangen hem daarna aan een brug op, zodat het op zelfmoord lijkt.
- Don Altobello eet een vergiftigde cannoli die zijn peetdochter Connie hem gegeven heeft. Hij sterft terwijl hij naar de opera kijkt en Connie kijkt hierop toe met een verrekijker.
- Al Neri schiet aartsbisschop Gilday dood terwijl hij de trap op loopt en gooit het lijk in het gat tussen de trappen.
- Calò benadert Don Lucchesi omdat hij zogenaamd een boodschap heeft van Michael. Hij fluistert in zijn oor Power wears out those who do not have it. Hierna steekt hij Lucchesi met zijn eigen bril in zijn halsslagader, voordat hij vermoord wordt door een van Lucchesi's lijfwachten.

Ondertussen probeert Da Montelepre Michael te vermoorden door hem tijdens de operavoorstelling vanaf de andere kant van de zaal neer te schieten. Het lukt hem echter niet doordat hij gestoord wordt door de lijfwachten van Vincent. Hij vermoordt deze lijfwachten, maar komt niet meer toe aan het neerschieten van Michael. Pas buiten op de trappen van het operagebouw vuurt hij enkele kogels af op Michael. Die wordt echter alleen in zijn schouder geraakt. Zijn dochter Mary die dicht bij Michael staat wordt wel dodelijk getroffen.
De film en daarmee ook de trilogie eindigt met de dood van Michael Corleone. De verouderde Michael zit buiten op een stoel en denkt terug aan de vrouwen in zijn leven: Apollonia, Kay en Mary. Daarop valt hij van zijn stoel, en Michael sterft.

## Rolverdeling
| Acteur           | Personage                    | Opmerkingen                             |
| ---------------- | ---------------------------- | --------------------------------------- |
| Al Pacino        | Don Michael Corleone         |                                         |
| Diane Keaton     | Kay Adams-Corleone           |                                         |
| Talia Shire      | Constanzia "Connie" Corleone |                                         |
| Andy García      | Vincent Mancini              | nominatie Oscar beste mannelijke bijrol |
| Eli Wallach      | Don Osvaldo Altobello        |                                         |
| Joe Mantegna     | Joey Zasa                    |                                         |
| George Hamilton  | B.J. Harrison                |                                         |
| Bridget Fonda    | Grace Hamilton               |                                         |
| Sofia Coppola    | Mary Corleone                |                                         |
| Raf Vallone      | kardinaal Lamberto           |                                         |
| Franc D'Ambrosio | Anthony Corleone             |                                         |
| Donal Donnelly   | aartsbisschop Gilday         |                                         |
| Richard Bright   | Al Neri                      |                                         |
| Al Martino       | Johnny Fontane               |                                         |
| Helmut Berger    | Frederick Keinszig           |                                         |
| Don Novello      | Dominic Abbandando           |                                         |
| John Savage      | priester Andrew Hagen        |                                         |
| Franco Citti     | Calò                         |                                         |
| Mario Donatone   | Mosca da Montelepre          |                                         |
| Vittorio Duse    | Don Lionele Tommasino        |                                         |
| Enzo Robutti     | Don Licio Lucchesi           |                                         |
| Michele Russo    | Spara                        |                                         |
| Robert Cicchini  | Lou Pennino                  |                                         |
| Rogerio Miranda  | Armand                       |                                         |
| Carlos Miranda   | Francesco                    |                                         |
| Vito Antuofermo  | Anthony Squigliaro           |                                         |

## Ontstaan
Aanvankelijk stond regisseur en producer Francis Ford Coppola niet te springen om de film te maken. Toen hij toch tot deze beslissing was gekomen, wilde hij de film niet The Godfather Part III noemen, maar The Death of Michael Corleone. Dit idee werd echter geblokkeerd door Paramount. De rol van Tom Hagen is uit het scenario geschrapt, omdat Robert Duvall vijf miljoen dollar eiste voor zijn rol. Hier ging Paramount niet op in. Voor de rol van Vincent Mancini waren meer kandidaten. Dit waren o.a. Alec Baldwin, Vincent Spano, Matt Dillon, Val Kilmer, Charlie Sheen en Nicolas Cage.

## Filmmuziek
De muziek voor The Godfather Part III werd gecomponeerd en gedirigeerd door Carmine Coppola, met aanvullende muziek en thema's van Nino Rota.

## Prijzen en nominaties

### Oscars1991
The Godfather: Part III werd 7 maal genomineerd voor een Oscar.
- Best Picture - Francis Ford Coppola
- Best Actor in a Supporting Role - Andy García
- Best Art Direction-Set Decoration - Dean Tavoularis, Gary Fettis
- Best Cinematography - Gordon Willis
- Best Director - Francis Ford Coppola
- Best Film Editing - Barry Malkin, Lisa Fruchtman, Walter Murch
- Best Music, Original Song - Carmine Coppola, John Bettis

### Golden Globes1991
The Godfather: Part III werd ook 7 maal genomineerd voor een Golden Globe.
- Best Director, Motion Picture - Francis Ford Coppola
- Best Motion Picture, Drama
- Best Original Score - Carmine Coppola
- Best Original Song - Carmine Coppola en John Bettis
- Best Performance by an Actor in a Motion Picture, drama - Al Pacino
- Best Performance by an Actor in a Supporting Role in a Motion Picture - Andy García
- Best Screenplay, Motion Picture - Francis Ford Coppola en Mario Puzo

### Razzie Awards1991
De vertolking van Mary Corleone door Sofia Coppola werd niet gewaardeerd, getuige de volgende twee "onderscheidingen".
- Worst New Star - Sofia Coppola
- Worst Supporting Actress - Sofia Coppola

## Bewerkte versies

### The Godfather Part III: Final Director's Cut
Toen de film in 1991 op VHS werd uitgebracht, voegde Coppola negen minuten filmmateriaal toe dat was weggelaten bij het monteren van de originele versie.

### The Godfather Coda: The Death of Michael Corleone
Ter ere van het dertigjarige bestaan van de film werd er in 2020 een nieuwe versie uitgebracht. Deze bevat een ander begin en einde. Ook zijn er een paar scènes opnieuw gemonteerd. Coppola verklaarde dat deze aangepaste versie de film is die hij oorspronkelijk had willen maken.

## Prequels
De prequels van deze film zijn:
- The Godfather
- The Godfather: Part II

## Trivia
- In het echte leven is Talia Shire ook de tante van Sofia Coppola.
- Ook de moeder van regisseur Martin Scorsese speelt een kleine rol in deze film.
- Joe Spinell speelde de rol van Willi Cicci in The Godfather en The Godfather Part II. Het was de bedoeling dat hij ook terug zou keren in deze film, maar hij stierf voor de opnames begonnen.
- Sofia Coppola (dochter van regisseur Francis Ford Coppola), dochter van Michael Corleone, is ook in The Godfather te zien, waarin ze het neefje van Michael Corleone speelt dat gedoopt wordt. The Godfather Part III is haar acteerdebuut.
- Bij het betreden van de kerk (als Michael Corleone wordt geridderd) is te zien dat Joey Zasa een kruisgebaar maakt. In tegenstelling tot zijn handlanger die vergeet zijn middenrif aan te raken en daarbij een driehoek slaat.
- De begrafenis van Michael Corleone staat in het oorspronkelijke scenario en is zelfs gerepeteerd.
- Don Licio Lucchesi is gemodelleerd, ook qua uiterlijk, naar de Italiaanse politicus Giulio Andreotti. Gedurende decennia de machtigste man van Italië.